# 16070 Charops
A 16070 Charops (ideiglenes jelöléssel 1999 RB101) egy kisbolygó a Naprendszerben. A LINEAR projekt keretében fedezték fel 1999. szeptember 8-án.